# Agencia Espacial Española
La Agencia Espacial Española (AEE) es un organismo público español responsable, en el ámbito espacial, de contribuir a la seguridad nacional, promover la investigación científica y la industria, representar a España en foros europeos, internacionales y coordinar a las instituciones nacionales en este ámbito. Asimismo, se encarga de diseñar y coordinar la Estrategia Espacial Española y de participar en el Programa Espacial de la Unión Europea. Colabora estrechamente con la Agencia Espacial Europea (ESA) y la  EUSPA y sus respectivos programas espaciales europeos.
La creación del organismo fue anunciada por el Gobierno de España el 27 de mayo de 2021. El 5 de septiembre de 2022 se aprobó la Ley 17/2022 que dio habilitación legal para la creación del organismo y el 7 de marzo de 2023 el Consejo de Ministros aprobó sus estatutos. La sesión constituyente del Consejo Rector de la agencia se celebró en Sevilla el 20 de abril de 2023.

## Historia

### Antecedentes
Durante dos décadas, España contó con un organismo parecido a una agencia espacial, la Comisión Nacional de Investigación del Espacio (CONIE), que fue creada en 1963 y estaba adscrita al Ministerio de Defensa. España fue uno de los primeros países de Europa en tener un organismo que se ocupase de los asuntos del espacio ya que, al inicio de la década de los 60, tan solo Francia disponía de una entidad nacional, el CNES.
Inicialmente, la colaboración española en los programas espaciales europeos previos a la Agencia Espacial Europea (ESA) se gestionaba a través del INTA y, al crear la ESA en 1975, se hizo cargo de esta responsabilidad la CONIE, pero España era el único país cuya delegación estaba encabezada y formada casi exclusivamente por militares.
La Ley de la Ciencia de 1986 dio por extinguida la CONIE y sus funciones se transfirieron a la Comisión Interministerial de Ciencia y Tecnología (CICYT), con el objetivo de que estas competencias pasasen a depender de un organismo civil, que delegó en el Centro para el Desarrollo Tecnológico e Industrial (CDTI), dependiente del Ministerio de Industria, la gestión y seguimiento de los programas de la Agencia Espacial Europea. Ese mismo año de 1986 comenzó un intento de que el INTA absorbiese las funciones propias de una agencia espacial pero tras el cambio de gobierno en 1996 esa tendencia se revirtió y perdió sus atribuciones poco a poco.

### Problemática
Tras esto, el Centro para el Desarrollo Tecnológico Industrial (CDTI) realizaba una parte de las funciones de agencia espacial. Este organismo ostentaba la representación de España ante la Agencia Espacial Europea y gestionaba más del 80 % del presupuesto público de espacio, pero no fijaba política espacial, ni planificación, ni realizaba ningún tipo de investigación. En realidad, las competencias espaciales estaban repartidas entre cinco ministerios (Ciencia, Industria, Fomento, Defensa y Transición Ecológica).
En los años previos a su creación, el sector industrial aeroespacial había venido reclamando la creación de una Agencia Espacial Española, ya que consideraban que la distribución de entonces hacía perder oportunidades. La ausencia de este organismo limitaba la representación de alto nivel de España ante los organismos internacionales, la coordinación de los esfuerzos, la implementación de una política nacional en materia espacial y la defensa de los intereses industriales, como por ejemplo tener capacidad de seguir unas directrices propias independientes de las marcadas por la Agencia Espacial Europea (ESA).
Por otra parte, la comunidad científica lamentaba la falta de continuidad de los proyectos investigadores, necesaria cuando las misiones duran decenios en algunos casos, y la ausencia de una dirección de programas científicos, que gestionara programas y los representara internacionalmente, elementos con los que sí contaban investigadores de otros países.
Antes, el programa espacial de España se dividía en las siguientes instituciones y áreas, que sumaban un presupuesto anual que rondaba los 500 millones de euros:
- El Centro para el Desarrollo Tecnológico Industrial (CDTI), dependiente del Ministerio de Ciencia, representaba a España en la ESA[24] y en la Unión Europea, y gestionaba la mayor parte del presupuesto público de espacio en España. Sin embargo no tenía centros de investigación propios ni asociados, ni capacidad de ejecución, delegando siempre en la industria privada. Además, gran parte de la inversión de la ESA se produce en forma de retornos hacia los países miembros, tanto retornos industriales (hacia empresas privadas) como retornos científicos (hacia instituciones públicas), pero el CDTI no tenía capacidad ninguna de elaborar programas científicos, únicamente ejercía una función de ejecución del presupuesto.

- El Instituto Nacional de Técnica Aeroespacial (INTA), dependiente del Ministerio de Defensa. A pesar de lo que su nombre indicaba el INTA, en la época previa a la creación de la Agencia Española, no se dedicaba únicamente a la investigación aeroespacial, sino que en los años previos había absorbido competencias de investigación militar en los ámbitos marino y terrestre. Otro de los problemas era que algunas instituciones, como la Agencia Espacial Europea, tienen como imperativo el uso «exclusivamente pacífico»,[25] y por lo tanto no colaboran con instituciones militares.

- La participación en el Programa Galileo la ostentaba el Ministerio de Transportes, Movilidad y Agenda Urbana.[24]

- La participación en EUMETSAT se dividía entre CDTI y AEMET.

- El CSIC, dependiente del Ministerio de Ciencia, contaba con varios centros dedicados principalmente a la astronomía.

- El Instituto Geográfico Nacional, dependiente del Ministerio de Transportes, gestionaba el Observatorio Astronómico Nacional, formado por tres centros.

- En todo lo relacionado con los acuerdos de compartición de datos de vigilancia espacial (SST por sus siglas en inglés) con los Estados Unidos era el Ministerio de Defensa quien actuaba en nombre de España;[26] era igualmente el MINISDEF quien operaba y mantenía el radar de vigilancia espacial S3TSR situado en la Base Aérea de Morón.

- La Agencia Estatal de Meteorología también tenía competencias espaciales, perteneciendo al Ministerio para la Transición Ecológica y el Reto Demográfico.

- La Agencia Estatal de Investigación (AEI), también tenía competencias sobre financiación de la investigación espacial, y estaba adscrita al Ministerio de Ciencia e Innovación.[27]

- La elaboración del Programa Nacional del Espacio (PNE), que determina la estrategia en materia espacial, había corrido tradicionalmente a cuenta de la Comisión Interministerial de Ciencia y Tecnología, formada por diez ministerios, pero este no se renovaba desde el año 2011.[28]

- Algunos centros y programas dependían de varias instituciones a la vez, como el Centro de Astrobiología (CAB) o el Programa Nacional de Observación de la Tierra por Satélite (PNOTS), que dependían de INTA y CSIC, y por lo tanto de dos ministerios.

- En España rige una legislación específica, la «Orden por la que se regulan en el territorio nacional los lanzamientos de ingenios espaciales de cualquier clase de carácter privado», publicada en el Boletín Oficial del Estado el 9 de mayo de 1968,[29] la cual regula los lanzamientos orbitales o suborbitales, pero que establece grandes limitaciones ya que obliga a realizar los lanzamientos desde El Arenosillo,[29] y no fija un procedimiento para la concesión de licencias para nuevos centros de lanzamiento,[29][30] pese la ubicación privilegiada de España dentro de la Unión Europea. Tampoco da cobertura legal a la cohetería amateur.[31]

### Época reciente
En noviembre de 2014 se creó la Comisión Interministerial de Política Industrial y Tecnológica del Espacio con el objetivo de coordinar los intereses de los seis ministerios que por aquel entonces tenían competencias, pero sus esfuerzos de coordinación y planificación se interrumpieron con el fin de la legislatura. Estaba formada por el Ministerio de Defensa, el Ministerio de Hacienda y Administraciones Públicas, el Ministerio de Fomento, el Ministerio de Industria, Energía y Turismo, el Ministerio de Economía y Competitividad, el Instituto Nacional de Técnica Aeroespacial (INTA), dependiente de Defensa, el Centro para el Desarrollo Tecnológico Industrial (CDTI), dependiente de Economía, y la Agencia Estatal de Meteorología (AEMET), dependiente del Ministerio de Agricultura, Alimentación y Medio Ambiente.
En el año 2015 el Gobierno de España anunció la creación de una agencia espacial unificando todas las actividades de investigación espacial pero ésta no se llevó a cabo.
El 27 de mayo de 2021 el Gobierno anunció sorpresivamente la creación de la Agencia Espacial Española, durante una comparecencia ante el Congreso de los Diputados de Iván Redondo, director del Gabinete del Presidente del Gobierno y secretario del Consejo de Seguridad Nacional.

### Proceso de constitución

Logotipo de la Agencia Espacial Española diseñado por el estudio Rubio & Del Amo y José María Cruz Novillo, descartado por un cambio de dirección en la Agencia.

El 28 de diciembre de 2021 se dio el primer paso significativo para la creación de esta agencia, con la aprobación en Consejo de Ministros de la Estrategia de Seguridad Nacional 2021 que establecía que se tenía que «crear la Agencia Espacial Española, con un componente dedicado a la Seguridad Nacional, para dirigir el esfuerzo en materia espacial, coordinar de forma eficiente los distintos organismos nacionales con responsabilidades en el sector espacial y unificar la colaboración y coordinación internacional.» El texto incluñia como atribuciones de esta agencia establecer una política nacional y representar internacionalmente a España en el sector espacial. Al día siguiente, se registró en las Cortes una proposición no de ley para su debate en el Pleno para reclamar al Gobierno la creación de una Agencia Espacial y el impulso de la seguridad jurídica respecto de aquellas actividades que se lleven a cabo en el espacio ultraterrestre, la Luna y otros cuerpos celestes con fines pacíficos.
El 25 de febrero de 2022, con la publicación en el Boletín Oficial de las Cortes Generales del proyecto de modificación de la Ley 14/2011 de la Ciencia, la Tecnología y la Innovación, se confirmó la intención del Gobierno de crear la Agencia Espacial Española con carácter de agencia estatal adscrita a los Ministerios de Ciencia e Innovación y de Defensa, primer caso de adscripción dual de una agencia estatal.
El 14 de junio de 2022 el Consejo de Ministros aprobó la creación del Consejo del Espacio, un grupo interministerial encargado de elaborar el estatuto y el plan inicial de actuación de la futura Agencia Espacial Española. Este estaba formado por representantes de once ministerios y del Centro Nacional de Inteligencia. Estaba presidido por Miguel Belló e incorporaba a otras dieciocho personas. Asimismo, en sus diferentes reuniones, podía incorporar a un elevado número de expertos en diferentes campos. El Consejo del Espacio, constituido el 11 de julio de 2022, se extinguió tras constituirse la Agencia el 20 de abril de 2023, si bien la mayoría de sus miembros pasaron a formar parte del Consejo Rector de la AEE.
El 7 de marzo de 2023, el Consejo de Ministros aprobó el primer texto de estatuto de la Agencia. El 10 de marzo de 2023, la Subsecretaría de Ciencia acordó convocar la provisión, por el procedimiento de libre designación, de dos puestos de trabajo que resultarían adjudicados cuatro meses después: uno para la coordinación de los servicios generales de la AEE y otro para la coordinación de sus tecnologías de la información.
La AEE entró en funcionamiento el 20 de abril de 2023 con la constitución del Consejo Rector y, luego de recibir, el 29 de mayo, en su sede principal, la visita del administrador de la NASA, pasó a formar parte de la red mundial de agencias espaciales vinculadas a los Acuerdos de Artemisa.

## Estructura
La Agencia se estructura como sigue:
- El Presidente. La presidencia es ejercida por el ministro de Ciencia, Innovación y Universidades. El presidente representa a la Agencia, convoca y dirige las reuniones del Consejo Rector, y propone, tras consultar con el ministro de Defensa, el nombramiento del director del Organismo.
- El Consejo Rector. Es el órgano colegiado de gobierno de la Agencia, formado por el presidente, los vicepresidentes (son cuatro, una para cada representante de los ministerios de Defensa, Transportes, Industria y Economía), el director de la misma y otros representantes de la Administración General del Estado. También habrá, con voz pero sin voto, representantes del ámbito científico, del sector industrial espacial y de los trabajadores.
  - Como órgano de trabajo permanente tiene una Comisión Permanente, encabezada por el director de la Agencia.
- El Director de la Agencia, con rango de subsecretario. Es elegido por el Consejo Rector, de entre una terna de candidatos propuestos por la Presidencia, seleccionados mediante procedimiento público supervisado por un Comité de Selección, compuesto por seis personas de reconocido prestigio. El director es el órgano ejecutivo de la Agencia, del cual dependen el resto de órganos administrativos.
  - La Dirección de Seguridad y Planificación. Su titular es el primero en la línea de sucesión del director de la Agencia y se encarga de dar apoyo a la consecución de los objetivos de las distintas estrategias nacionales de las que forme parte el Organismo, coordina y supervisa todo lo relativo al apoyo a la seguridad aeroespacial, asiste en la certificación de infraestructuras espaciales, y es responsable de todo lo relacionado con la operación segura del Tráfico Espacial y del seguimiento de las actividades relacionadas con «Space Surveillance and Tracking» (SST) y «Space Situational Awareness» (SSA). Asimismo, se encarga de velar por la sostenibilidad ambiental de las operaciones espaciales y por la ciberseguridad, la protección de la información, la acreditación de empresas, locales y personas que participen en proyectos clasificados, así como la protección frente a amenazas y riesgos, en coordinación con otros organismos con competencias en esta materia.
  - La Dirección de Programas e Industria, a la que le corresponde promover, gestionar y coordinar el Programa Nacional del Espacio, el seguimiento técnico y económico de los programas ya existentes, supervisar el uso correcto de los fondos para el desarrollo de estos programas y la participación nacional en todos los programas espaciales. También fomentar el ecosistema de la industria espacial, analizando la posible inversión pública en iniciativas privadas de empresas de nueva creación.
  - La Dirección de Ciencia, Tecnología e Innovación, a la que le compete identificar, promover y desarrollar las tecnologías espaciales en todos sus ámbitos, ya sea realizando programas propios, financiando otros o ayudando a la creación y consolidación de empresas de base tecnológica espacial.
  - La Dirección de Usuarios, Servicios y Aplicaciones. Esta dirección es la responsable del fomento y desarrollo de las aplicaciones espaciales para usuarios públicos y privados y del desarrollo del sector downstream de la industria espacial.
  - La Secretaría General. Es responsable de la gestión y dirección administrativa de los recursos humanos, económicos, financieros, informáticos, logísticos y materiales. Asimismo, ejerce la Secretaría del Consejo Rector.
  - La Oficina de Espacio y Sociedad, responsable del fomento, a través de las pertinentes acciones de comunicación y divulgación, del interés social por el espacio y por los proyectos, ciencia, investigaciones, actuaciones y otros que se deriven de las competencias de la Agencia.

Asimismo, para asegurar el correcto funcionamiento de la Agencia, existe una Comisión de Control que recaba información y se la transmite al Consejo Rector. Por último, existen diversos órganos consultivos de apoyo para asistir a las diferentes direcciones de la Agencia.

## Directores
Inicialmente, hasta que se procediera al nombramiento de la persona titular de la Dirección de la AEE por parte de su Consejo Rector, el estatuto de la Agencia estableció que esta fuera ejercida de forma transitoria por la persona titular del Comisionado para el PERTE Aeroespacial, puesto ocupado en ese momento por el ingeniero aeronáutico Miguel Belló. El 28 de diciembre de 2023, Belló cesó como comisionado y, por lo tanto, como director en funciones de la AEE, siendo asumida la dirección interina por el general de brigada Juan Carlos Sánchez Delgado, director de Seguridad y Planificación de la AEE, en tanto se concluía el procedimiento público para elegir al nuevo director. En mayo de 2024, Juan Carlos Cortés Pulido, hasta entonces director de Programas e Industria de la Agencia, fue nombrado primer director de la Agencia.
| N.º | Imagen | Director                                       | Inicio                  | Final                   | Presidente del Gobierno | Presidente del Gobierno       | Monarca                   |
| --- | ------ | ---------------------------------------------- | ----------------------- | ----------------------- | ----------------------- | ----------------------------- | ------------------------- |
| -   |        | Miguel Belló Mora (1961-)                      | 8 de marzo de 2023      | 28 de diciembre de 2023 |                         | Pedro Sánchez (2018-presente) | Felipe VI (2014-presente) |
| -   |        | General de brigada Juan Carlos Sánchez Delgado | 28 de diciembre de 2023 | 15 de mayo de 2024      |                         | Pedro Sánchez (2018-presente) | Felipe VI (2014-presente) |
| 1.ª |        | Juan Carlos Cortés Pulido                      | 15 de mayo de 2024      | Actualidad              |                         | Pedro Sánchez (2018-presente) | Felipe VI (2014-presente) |

## Presupuesto
Aunque inicialmente se había calculado por parte del Gobierno que la AEE gestionaría un presupuesto inicial aproximado de 500 millones de euros, finalmente esta cifra fue elevada hasta los 700 millones en su primer ejercicio. Esta inversión incluye la aportación española a la Agencia Espacial Europea (ESA), valorada en 300 millones.

## Sede
Según se establece en el Real Decreto 158/2023, de 7 de marzo, la sede principal de la Agencia se encuentra en Sevilla.

### Proceso de selección
Desde mediados de 2021, previendo que la Agencia necesitaría, además de una sede virtual, una sede física, o quizá varias, diversas administraciones locales fueron, sucesivamente, manifestando interés en que se ubicara en sus respectivos territorios. La disposición adicional tercera de la Ley 17/2022 estableció que el Gobierno de España debía promover que «la localización de la Agencia Espacial Española se basara, entre otros, en los principios de cohesión social y territorial, la mejora en el funcionamiento de los servicios públicos, los niveles de desempleo o la lucha contra la despoblación».
El Gobierno, tras el Consejo de Ministros del 27 de septiembre de 2022, anticipó que resultarían relevantes, a la hora de situar la sede de la futura agencia estatal en una u otra ubicación, además de los criterios señalados en la Ley 17/2022 los compromisos que estuvieran dispuestas a asumir las administraciones locales en cuanto a «cesión de bienes inmuebles, asunción de costes financieros del traslado o creación de la sede y medidas de apoyo al personal trasladado».
El 4 de octubre, el Gobierno anunció que abría un plazo de un mes para la presentación formal de solicitudes, recibiendo 21 solicitudes de toda la geografía española. El 5 de diciembre de 2022, el Gobierno de España anunció que la candidatura seleccionada era la de Sevilla.

### Recursos
El 30 de noviembre de 2022, el Gobierno de Aragón presentó, ante el Tribunal Supremo, un recurso contencioso administrativo contra el proceso de selección de sede y, dos días después, la Audiencia Nacional decidió admitir a trámite un recurso similar presentado por la agrupación de electores Teruel Existe. Las corporaciones municipales de Teruel y Cebreros decidieron, en sus respectivos plenos de diciembre de 2022 y de marzo de 2023, llevar a los tribunales la elección de Sevilla como sede. A finales de 2023 el Alto Tribunal desestimó ambos recursos, considerando perfectamente motivada la designación de la capital andaluza como sede del organismo.